# میکن (جورجیا)
مِیکِن، جورجیا (به انگلیسی: Macon, Georgia) یک شهر در ایالات متحده آمریکا با جمعیت ۱۵۵٬۳۶۹ نفر است که در شهرستان بیب ایالت جورجیا واقع شده‌است.